# Doces do Brasil
- Canto superior esquerdo: Brigadeiro
- Canto superior direito: Beijinho
- Canto inferior esquerdo:  Quindim
- Canto inferior direito: Pé de moleque

Os doces do Brasil começaram a surgir ainda no período colonial, especialmente a partir do século XVIII com a instalação em larga escala dos engenhos de açúcar no país.
As primeiras sobremesas legitimamente brasileiras foram as frutas tropicais, tais como manga e carambola, regadas a mel. A banana com laranja foi a principal sobremesa durante o início do período colonial; podendo-se destacar ainda, nesta época, a goiabada, a cajuada, a bananada, a cocada e o suspiro, sendo popular também a banana assada ou frita com canela.[carece de fontes?]
A partir do advento do açúcar, surgiu a calda e, com ela, as compotas de frutas que eram descascadas e cozidas pelos escravos. No tempo da invasores dos holandeses, estes foram grandes apreciadores dos doces da Capitania de Pernambuco, particularmente das frutas cristalizadas, como se depreende da relação publicada por Hermann Wätjen, no seu hoje clássico O domínio colonial holandês no Brasil. Informa o autor que, por conta da Companhia, foram exportados para a Holanda 109 barriletes, em 1631, e 1261 libras, em 1637, de frutas cristalizadas, relacionando outros embarques do produto até o ano de 1647.
Os religiosos portugueses mantiveram as receitas à base de ovo que preparavam em seu país de origem, mas acrescentando ingredientes brasileiros. Assim surgiram doces como quindim, papo de anjo, ambrosia, bom-bocado, manjar e pudim. A utilização dos ovos se dava devido ao fato de que Portugal foi o principal produtor da Europa entre os séculos XVIII e XIX. Em cada região do país foram então se desenvolvendo receitas típicas de acordo com o alimento que era encontrado em abundância em cada lugar. Assim, o hábito de se comer determinados tipos de doce passou a fazer parte dos costumes locais, fazendo das sobremesas parte importante da culinária brasileira.
A culinária de Pernambuco se destaca pela chamada "doçaria pernambucana", ou seja, os doces desenvolvidos durante os períodos colonial e imperial nos seus engenhos de açúcar como o bolo de rolo, o bolo Souza Leão, o nego bom e a cartola.

## Por região

### Nordeste
Polo da indústria canavieira durante o período colonial, a Região Nordeste traz doces que variam entre feições portuguesas e africanas:
- Bolo de rolo: feito com farinha de trigo, ovos, manteiga, açúcar e goiabada;
- Bolo Souza Leão: preparado com massa de mandioca (massa puba), leite de coco, açúcar, manteiga e ovos;
- Bolo barra branca: feito com massa de mandioca, manteiga, leite de coco e açúcar;
- Cartola: que consiste de bananas fritas, queijo coalho ou queijo-manteiga e cobertura de canela e açúcar;
- Nego bom: feito com bananas, açúcar e limões;
- Mariola: feito de bananas,  cajus ou goiabas secas.
- Tareco: pequeno biscoito de consistência firme, feito de farinha de trigo, ovos e açúcar.
- Baba de moça: preparada a partir de gemas de ovos, leite de coco, açúcar e água-de-flor-de-laranjeira;[5]
- Doce de caju: preparado a partir da mistura de caju, açúcar e cravo-da-índia;[6]

### Centro-Oeste
Os doces sofrem varias influências, especialmente dos indígenas:
- Doce de pequi: leva pequi, açúcar e leite;
- Melado de tacho: mói-se cana, faz-se melado grosso e come-se com queijo polvilhado com farinha de mandioca;
- Bala de café : feita com açúcar, café, leite, trigo e mel.

### Norte
Embora rica gastronomicamente, não é famosa pelos seus doces, a maioria oriundos da culinária portuguesa. Podemos destacar, entretanto, os seguintes doces:
- Bala de maná-cubiu com mangarataia: feita com uma fruta nativa da região, o maná cubiu, leva também gengibre (conhecido lá como mangarataia) e açúcar;
- Cupulate: chocolate feito do cupuaçu;
- Doce de buriti: feito de buriti, açúcar e cravinho;
- Doce de tapioca: preparado a partir da mistura de fécula de mandioca com coco ralado, entre outros ingredientes como chocolate, sorvete ou mel. Também pode ser salgada, dependendo dos ingredientes acrescidos a seu recheio.

### Sudeste
Abrigando a mais famosa culinária do país, a mineira, a região sudeste é berço de alguns doces, como por exemplo:
- Brigadeiro: feito de leite condensado, manteiga, chocolate em pó e chocolate granulado;
- Chuvisco: feito a partir de ovos, açúcar, farinha de trigo, manteiga e essência de baunilha;[7]
- Paçoca de amendoim: preparado com amendoim, farinha de mandioca e açúcar;
- Pé de moleque: feito com açúcar ou rapadura e fragmentos de amendoim torrado;
- Doce de abóbora com coco: feito com abóbora, açúcar, cravo-da-índia, canela e coco‎.
- Torta holandesa: feita com um creme cercada por bolachas banhadas em chocolate e cobertura suave de chocolate.

### Sul
Fortemente influenciados pelos imigrantes europeus, em especial os alemães e italianos:
- Cuca gaúcha: leva trigo, açúcar, leite em pó, raspas de limão entre outros;
- Doce de pinhão: feito com pinhão, bolacha maisena, manteiga e açúcar.

## Doces brasileiros sem região de origem definida
Existem doces que, embora genuinamente brasileiros, não se sabe ao certo de que região do Brasil são oriundos:
- Curau ou canjica: leva milho verde, manteiga, açúcar e canela em pó;
- Pamonha: preparada com milho verde, manteiga, leite, açúcar e coco;
- Palha italiana: doce feito com chocolate e biscoito triturado;
- Beijinho:  feito a partir da mistura de leite condensado, manteiga e coco ralado e tradicionalmente decorado com cravo-da-índia;[8][9]
- Cajuzinho: preparado a partir da mistura de amendoim, açúcar e chocolate.
- Doce de banana: preparado a partir de banana em rodelas e açúcar.

## Doces estrangeiros culturalmente associados ao Brasil
- Alfenim: trata-se de uma massa branca e seca elaborada a partir de açúcar ou de melaço de cana.
- Quindim: feito com gemas de ovos, açúcar, manteiga e coco ralado;
- Rapadura: preparada a partir do caldo da cana após moagem, fervura, moldagem e secagem.